# Pteronotropis hubbsi
Pteronotropis hubbsi är en fiskart som först beskrevs av Bailey och Robison, 1978.  Pteronotropis hubbsi ingår i släktet Pteronotropis och familjen karpfiskar. IUCN kategoriserar arten globalt som otillräckligt studerad. Inga underarter finns listade i Catalogue of Life.